# Transportes Aéreos Regionales

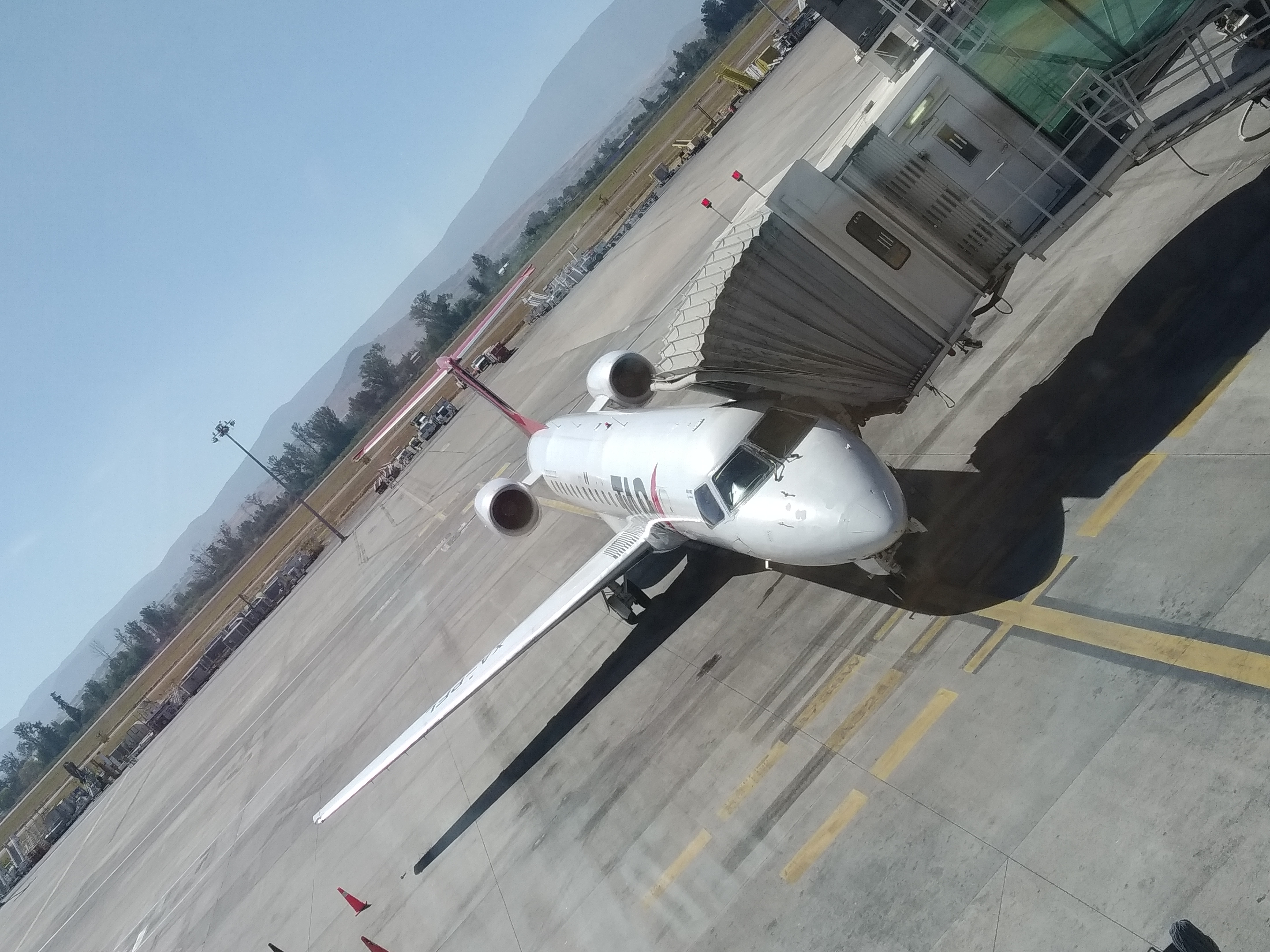

Transportes Aéreos Regionales (TAR) est une compagnie aérienne mexicaine propriété du Groupe Mafra, siégeant dans la ville de Santiago de Querétaro, Querétaro, au Mexique.

## Description
La compagnie aérienne est créée officiellement le 15 janvier 2014. Elle est actuellement présente dans 26 aéroports des régions du Centre, Nord, Pacifique, Golfe et Sud-est du Mexique, avec 8 destinations additionnelles programmés pour automne de 2015.

## Histoire
Le 12 avril 2012, le Secrétariat de communications et transports (du Mexique), à travers la Direction générale d'aéronautique civile attribue à l'entreprise LINK Connexión Aérea S.A. de C.V. la concession de transport aérien national de passagers, fret et courrier.
Le nom commerciale de l'entreprise est Transportes Aéreos Regionales (TAR). Elle a entamé ses opérations le 14 mars 2014. 

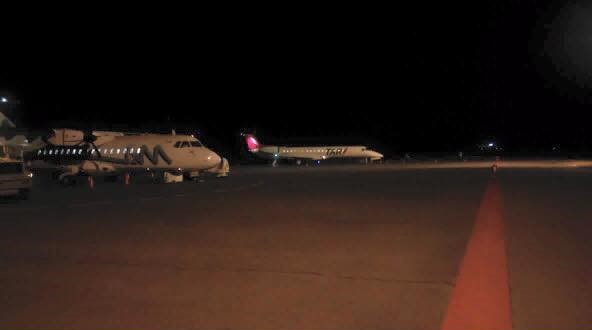
Embraer 145 de la compagnie

## Flotte
La flotte aérienne de TAR comprend :
| Avion             | En service | Passagers | Notes |
| ----------------- | ---------- | --------- | ----- |
| Embraer ERJ 145LR | 11         | 50        |       |
| Total             | 11         |           |       |

### Routes
TAR possède son siège principal dans l'Aéroport intercontinental de Querétaro et aussi des centres d'opérations dans l'Aéroport international de Guadalajara, Aéroport international de Monterrey, l'Aéroport international de Puerto Vallarta et l'Aéroport international Lic. Adolfo López Mateos. Ses routes aériennes sont les suivantes :
| Pays                                          | Ville                                         | GDL                                    | MTY | PVR | QRO | Autres             | #  |
| --------------------------------------------- | --------------------------------------------- | -------------------------------------- | --- | --- | --- | ------------------ | -- |
| Mexique                                       | Acapulco                                      | •                                      |     |     | •   | ZIH                | 3  |
| Mexique                                       | Aguascalientes                                |                                        |     | •   |     |                    | 1  |
| Mexique                                       | Durango                                       | •                                      | •   | •   |     |                    | 3  |
| Mexique                                       | Cuernavaca                                    | •                                      | •   |     |     |                    | 2  |
| Mexique                                       | Guadalajara                                   |                                        | •   | •   | •   | -                  | -  |
| Mexique                                       | Ixtapa/Zihuatanejo                            | •                                      |     |     | •   | ACA                | 3  |
| Mexique                                       | La Paz                                        | •                                      |     |     |     | CUL, CUU, HMO, MZT | 5  |
| Mexique                                       | León                                          |                                        |     | •   |     |                    | 1  |
| Mexique                                       | Los Mochis                                    | •                                      |     |     |     |                    | 1  |
| Mexique                                       | Mazatlán                                      | •                                      |     |     |     | LAP                | 2  |
| Mexique                                       | Mérida                                        |                                        |     |     |     | TGZ, TLC           | 2  |
| Mexique                                       | Monterrey                                     | •                                      |     | •   | •   | -                  | -  |
| Mexique                                       | Puerto Vallarta                               | •                                      | •   |     | •   | -                  | -  |
| Mexique                                       | Querétaro                                     | •                                      | •   | •   |     | -                  | -  |
| Mexique                                       | Tampico                                       |                                        | •   |     | •   | CME                | 3  |
| Mexique                                       | Toluca                                        | •                                      |     |     |     | MID, TGZ           | 3  |
| Mexique                                       | Tuxtla Gutiérrez                              | •                                      |     |     |     | MID, TLC           | 3  |
| Total: 29 destinations, 28 routes, au Mexique | Total: 29 destinations, 28 routes, au Mexique | 12                                     | 6   | 6   | 6   | 11                 | 38 |
| Total: 29 destinations, 28 routes, au Mexique | Total: 29 destinations, 28 routes, au Mexique | Dernière actualisation: janvier de 201 |     |     |     |                    |    |